# قائمة مرادفات الحب
مرادفات أو أوصاف عن كلمة الحب في اللغة العربية:

## بالفصحى

### أنواع الحب
1. التباريح السدم: شديد العشق[1] الشديد القوة[2]
2. التتيم: الحب الذي يستبد بالقلب ويستعبدهُ.
3. التَّعَبُّد: (1) تفرغ للحب، (2) أصبح عبدا للمحبوب (3) حب بخشوع وتنسك (4)[2]
4. الجوى: شدة العشق الذي يورث الحزن[2]
5. الخبل: الحب الذي يصيب بالفساد أو الفتنة.
6. الحَنِين: الشعور بالاشتياق تجاه الحبيب.
7. الخلابة: الوقوع بالحب بخديعة الحديث الرقيق.
8. الخِلم: حب الصديق.[3]
9. الشجن: حب مثير للأحاسيس.
10. الشَّغَف: الحب الذي يملك القلب ويفتح غلافه (أي شغافه).
11. الصبابة: الحب الرقيق[2]
12. الصبوة: لهف الفتوة، (بالإنجليزية: Puppy love)[4]
13. العِشْق: إفراط الحبّ
14. الغَرَام: العشق والتّعلّق بحيث لا يمكن الخلاص منه[5]
15. الغَمَرة:، الحب المتقلب، (2، بكسر الغين) الحب المزدحم،[5] (3) حب الضلالة والغفلة[6]
16. الْفُتُون: الحب عن طريق الإغراء[2]
17. الكِلف: (بكسر اللام): حبا شديدا الزائد عن اللزوم.
18. الْمَحَبَّة: الحب
19. الهَيام: الحب الشديد الذي يجعل الشخص يهيم على وجهه و يمشي في أرجاء الأرض كما حصل مع مجنون ليلى
20. الوجد: (بسكون الجيم)، الحب الشديد.
21. الوِدّ/الوُدّ/الوَدّ:

### صفات الحب
1. الأرق: الحب الذي يمنع النوم.
2. الاكتئاب: الحب الذي يسبب العزلة وعدم التركيز
3. الاستكانة: الحب الذي يسبب الخضوع والخنوع.
4. البلابل: الحب الذي يجلب الهم.[4]
5. التبالة: أسقمه الحب وذهب بعقله[7]
6. التدلية: (1) من دلَّ (تشديد وفتح اللام)، أي أي أرسله إلى العمق، (2) من دلَّه، أي أوقعه في سيرة سيئه.
7. الجنون: الحب الذي يفسد العقل ويبعد المنطق[7]
8. الحرق: الحب الذي يؤجج القلب أو يكويه بشوق كبير[2]
9. الحزن: الحب الذي يجلب الحزن والكرب والغم[6]
10. الخُلّة: (1) المحبة والمودة وخاصة بسبب الصداقة.[5] (2) الحب التي تصبح خصل[4] (3) الفقر[8]
11. الداء: أصابه بالداء.
12. الدنف: (بكسر النون) الحب الذي يسبب المرض[5]
13. الرسيس: ما بقية من الحب في القلب[5]
14. السهد: (1، بفتح لسين والهاء) الذي يذهب النوم. (2، بالهاء المشددة) الذي يجلب القلق أو الحزن أو الهم.[5]
15. الشجو: الحب الذي يجلب الحزن والهم.
16. الشوق: اللهفة لملاقاة المحبوب.
17. العلاقة: ترابط شخصين بحالة حب.
18. الكمد:
19. اللاعج:حب شديد محرِق[5]
20. اللذع: ألم الحب.
21. اللمم: الحب الذي يصيب بجنون خفيف[9] أو يسبب ما يصيب بصغائر الذنوب[7]
22. اللهف: الحزن على حب فات.
23. اللوعة: الوجع والألم من الحب.